# Transmissierem
Een transmissierem is een rem die in de aandrijflijn van een voertuig is geïntegreerd. 
Dit kan als voordeel hebben dat het onafgeveerde gewicht van de aangedreven wielen vermindert, doordat hier geen remmen meer in zitten. De transmissierem heeft wel een nadeel: ze werkt alleen op de aangedreven wielen (c.q. het aangedreven wiel) en bij problemen in de aandrijving (bijvoorbeeld een gebroken ketting bij een motorfiets) werkt de rem ook niet meer. Daarom worden transmissieremmen tegenwoordig voornamelijk als handrem toegepast.